# Rajd Baltika 1984
Rajd Baltika 1984 (1. Rally Baltika 1984) – pierwsza edycja rajdu samochodowego Rajd Baltika rozgrywanego w ZSRR. Rozgrywany był od 10 do 12 lutego 1984 roku. Rajd był pierwszą rundą Rajdowego Pucharu Pokoju i Przyjaźni w roku 1984.

## Klasyfikacja rajdu
| Miejsce                        | Kierowca                       | Pilot                          | Samochód                       | Czas                           | Strata                         |                                |
| Klasyfikacja generalna i RPPiP | Klasyfikacja generalna i RPPiP | Klasyfikacja generalna i RPPiP | Klasyfikacja generalna i RPPiP | Klasyfikacja generalna i RPPiP | Klasyfikacja generalna i RPPiP | Klasyfikacja generalna i RPPiP |
| ------------------------------ | ------------------------------ | ------------------------------ | ------------------------------ | ------------------------------ | ------------------------------ | ------------------------------ |
| 1.                             | Vallo Soots                    | Toomas Putmaker                | Lada VAZ 2105 VFTS             | 2:28:45                        | -                              |                                |
| 2.                             | Vello Õunpuu                   | Aarne Timusk                   | Lada VAZ 2105 VFTS             | 2:29:33                        | +48                            |                                |
| 3.                             | Valeriy Filimonov              | Mikhail Devel                  | Moskvich 1600 Rallye           | 2:29:35                        | +50                            |                                |
| 4.                             | Jānis Lavrinovich              | Raimondas Pokulis              | Lada VAZ 2105 VFTS             | 2:30:26                        | +1:41                          |                                |
| 5.                             | Vladislav Shtykov              | Mikhail Titov                  | Moskvich 1600 Rallye           | 2:31:47                        | +3:02                          |                                |
| 6.                             | Hardi Mets                     | Udo Mets                       | Lada VAZ 2105 VFTS             | 2:33:09                        | +4:24                          |                                |
| 7.                             | Václav Blahna                  | Pavel Schovánek                | Škoda 120 LS                   | 2:33:46                        | +5:01                          |                                |
| 8.                             | Vladimir Goltsov               | Sergey Shtin                   | Moskvich 2140 SL               | 2:34:08                        | +5:23                          |                                |
| 9.                             | Vylius Rožukas sen.            | Andrius Vadauskas              | Lada VAZ 2105 VFTS             | 2:34:14                        | +5:29                          |                                |
| 10.                            | Stepan Vasilyev                | Yulian Ismagilov               | Lada VAZ 2105 VFTS             | 2:34:56                        | +6:11                          |                                |

| Miejsce                      | Państwo                      |                              |
| Klasyfikacja drużynowa CoPaF | Klasyfikacja drużynowa CoPaF | Klasyfikacja drużynowa CoPaF |
| ---------------------------- | ---------------------------- | ---------------------------- |
| 1.                           | ZSRR                         |                              |
| 2.                           | Czechosłowacja               |                              |
| 3.                           | Polska                       |                              |
| 4.                           | Bułgaria                     |                              |
| 5.                           | NRD                          |                              |
| 5.                           | Węgry                        |                              |
| 5.                           | Rumunia                      |                              |